# Geaya reimoseri
Geaya reimoseri is een hooiwagen uit de familie Sclerosomatidae.